# Johann Gottfried Piefke

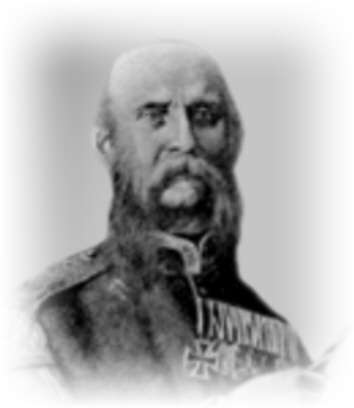
Johann Gottfried Piefke

Johann Gottfried Piefke (* 9. September 1815 in Schwerin (Warthe); † 25. Januar 1884 in Frankfurt (Oder)) war ein preußischer Militärmusiker und Komponist. Seine bekanntesten Werke sind der Düppeler-Schanzen-Marsch, der Königgrätzer Marsch und Preußens Gloria. Nach der Schlacht bei Königgrätz 1866 wurde sein Name in Österreich zu einer abwertenden Bezeichnung für Preußen und Norddeutsche.

## Leben
Piefke wurde 1815 als Sohn des Organisten und Stadtmusikers Johann Piefke und seiner Frau Dorothea geboren. Am 1. Mai 1835 trat er seinen Wehrdienst als Oboist beim Leib-Grenadier-Regiment „König Friedrich Wilhelm III.“ (1. Brandenburgisches) Nr. 8 in Frankfurt (Oder) an. Am 1. September 1838 ging er an die Hochschule für Musik in Berlin. Dort hatte er eine Liebesbeziehung mit der Fürstin von Trachenberg. Als Stabsoboist, im Rang eines Feldwebels, kehrte er am 1. Juni 1843 zu seinem Regiment beim III. Armeekorps zurück. Zusammen mit Teilen seines Regiments, von den Berlinern später auch „Brezelgarde“ genannt, kam Piefke 1852 nach Berlin. Dort entfaltete er sein Talent als Musiker; sowohl die Fachwelt als auch sein Publikum zollten ihm dafür Anerkennung. Am 23. Juni 1859 wurde er mit dem Titel Königlicher Musikdirektor ausgezeichnet. Sechs Jahre später, am 20. März 1865, verlieh ihm Wilhelm I. den eigens für Piefke geschaffene Titel Director der gesamten Musikchöre des III. Armeekorps. Piefkes militärischer Dienstgrad blieb jedoch etatsmäßiger Feldwebel. 
Bis 1860 war Piefke, wieder auf Grund militärischer Erfordernisse, nach Frankfurt zurückgekehrt. Hier heiratete er eine Tochter des Frankfurter Viktualienhändlers Johann Carl Hankewitz. 1864 nahm er am Krieg gegen Dänemark teil. Bei der Erstürmung der Düppeler Schanzen soll er, mit dem Degen dirigierend, das Signal zum Angriff gegeben haben. 1866 nahm er am Krieg gegen Österreich teil. Am 31. Juli 1866 fand  eine große Parade auf dem Marchfeld bei Gänserndorf etwa 20 Kilometer nordöstlich von Wien statt. Beim  Einzug in die Stadt marschierten sowohl Johann Gottfried Piefke als auch dessen 1,90 m großer Bruder Rudolf (1835–1900) an der Spitze der Musikkorps. Als Reaktion sollen die Wiener ausgerufen haben „Die Piefkes kommen!“, was später zur österreichisch-landsmannschaftlichen Bezeichnung für den Deutschen i. A. wurde. Belegt ist dieser Zusammenhang aber nicht. Während des Deutsch-Französischen Kriegs 1870/71 erkrankte Piefke bei der Belagerung von Metz; er konnte erst 1871 zu seiner Einheit zurückkehren. 
Nach Ende der Kriegsjahre widmete sich Piefke vermehrt der klassischen Musik. Er gab in Frankfurt zahlreiche Konzerte und führte Konzertreisen durch. Am 25. Januar 1884 starb Gottfried Piefke im Alter von 68 Jahren. Drei Tage später wurde er mit militärischen Ehren auf dem Alten Friedhof, dem heutigen Kleistpark Frankfurt (Oder) beigesetzt. Die Grabstelle ist nicht erhalten.

## Werke
Neben der Militärmusik widmete er sich Bearbeitungen klassischer Stücke und richtete Konzerte aus. Bekannt wurde er aber vor allem durch die zahlreichen Märsche, die er komponierte. Zu den bekanntesten zählen der Düppeler-Schanzen-Marsch, der Königgrätzer Marsch und Preußens Gloria. Weitere Werke sind der Pochhammer-Marsch, der Siegesmarsch, der Gitana-Marsch, der Margarethen-Marsch, der Kaiser-Wilhelm-Siegesmarsch und Der Alsenströmer.

## Ehrungen
- Düppeler Sturmkreuz (1864)
- Goldene Medaille des Kaisers von Österreich (1865)
- Königlicher Hausorden von Hohenzollern (18. Januar 1869)
- Eisernes Kreuz II. Klasse (1870)
- Preußischer Kronenorden IV. Klasse (1880)
- Piefkedenkmal (2009): In Gänserndorf, wo Piefke mit seinem Bruder Rudolf im Juli 1866 ein Musikkorps dirigiert hatte, wurde ihm im September 2009 mit einer „Klangskulptur aus Cortenstahl“ ein Denkmal gesetzt.[1][2]